# Clavecinisten

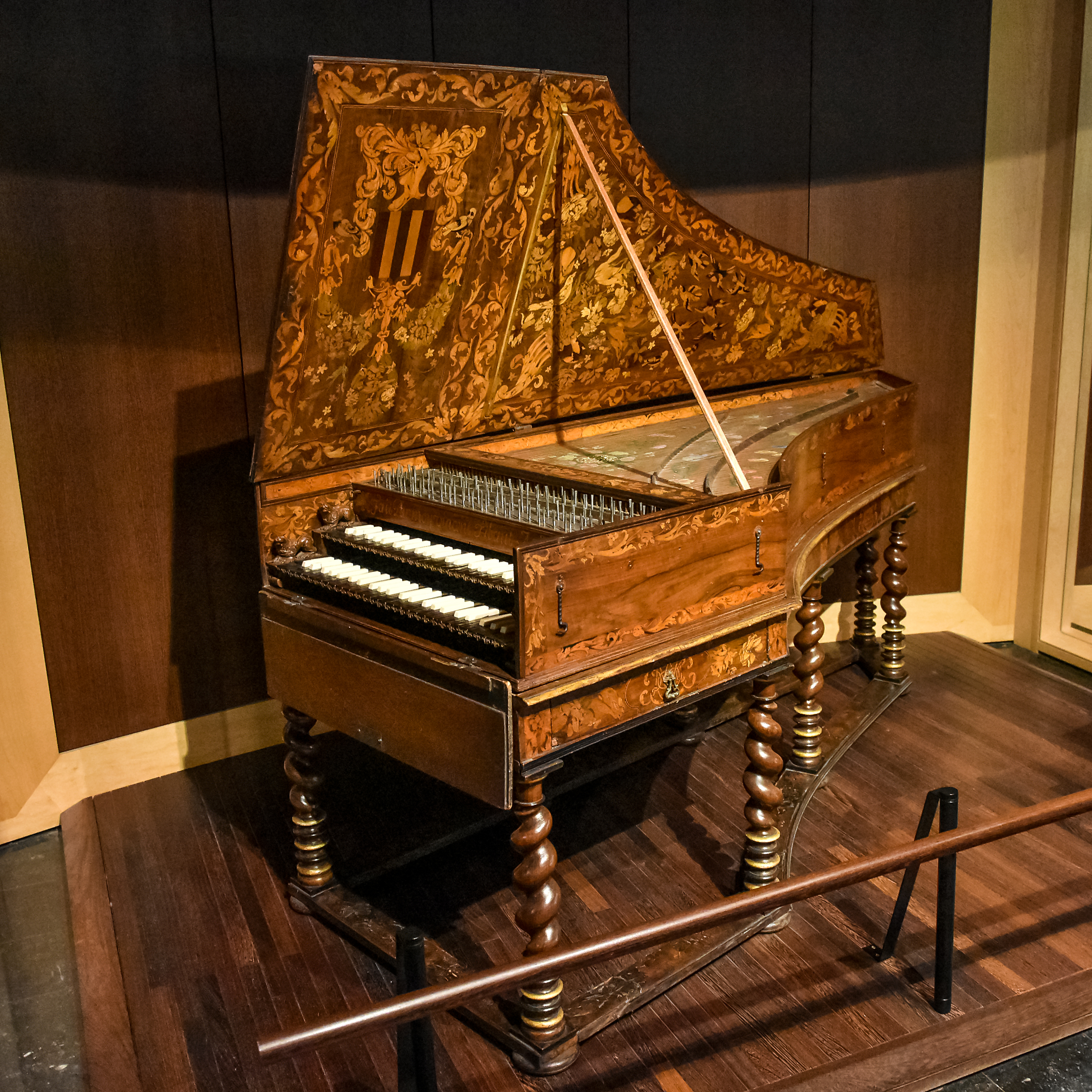
Cembalo von Vincent Tibaut, Toulouse 1679

Als Clavecinisten (oder französische Clavecinisten; von französisch clavecin = Cembalo) wird eine Schule französischer Komponisten bezeichnet, die sich im 17. und 18. Jahrhundert, zur Zeit des Barock und des Rokoko, der Musik für Cembalo widmeten. Der Begriff Clavecinisten kann als Gegenstück zu den englischen Virginalisten angesehen werden. 
Die dabei entstandene Musik wurde häufig unter der Bezeichnung Pièces de clavecin veröffentlicht und besitzt eigene stilistische und formale Merkmale, die sie von der Tastenmusik im übrigen Europa unterscheiden. Dazu zählt ein gewisser Einfluss der Lautenmusik, der als style luthé oder style brisé bezeichnet wird und durch den Gebrauch von Arpeggien geprägt ist. Typisch französisch, allerdings nicht auf die Cembalomusik beschränkt (!), war auch der Gebrauch von notes inégales. Die Musik der Clavecinisten übte auch einen gewissen Einfluss vor allem auf Komponisten in Deutschland und England aus.
Die Epoche umfasste in etwa den Zeitraum von 1630 bis 1770 und fiel insbesondere mit der kulturellen Blütezeit während der Ära Ludwigs XIV. und Ludwigs XV. zusammen. Sie kann einigermaßen sinnvoll in zwei Abschnitte von 1630–1710 (Barock) und 1710–1789 (Rokoko) unterteilt werden, jedoch mit fließenden Übergängen. 
Die bedeutendsten und prägendsten Clavecinisten im 17. Jahrhundert waren Jacques Champion de Chambonnières (1601–1672) – der Begründer dieser Schule –, Louis Couperin (um 1626–1661) und Jean-Henri d’Anglebert (1629–1691), die vor allem Tänze schufen. Die bedeutendsten Vertreter der Schule im 18. Jahrhundert waren François Couperin, genannt „Le Grand“ („der Große“; 1668–1733), der verschiedene Neuerungen einführte, unter anderem die Verwendung von Charakterstücken und die Einbeziehung italienischer Stilmerkmale, sowie Jean-Philippe Rameau (1685–1764), der in einem eigenen originellen Stil von noch brillanterer Virtuosität komponierte. Die Musik von Jacques Duphly (1715–1789) ist auch von Domenico Scarlatti beeinflusst. Daneben wirkten zahlreiche andere Komponisten, die ebenfalls häufig eine Musik von großem Charme und eigener Inspiration schufen.
Als ein wichtiger Nährboden und ursprünglicher Aufführungsort der Musik der Clavecinisten kann die zeitgenössische französische Salonkultur gelten, auch gaben manche Musiker und Musikerinnen oder Musikliebhaber/-innen bei sich zu Hause Konzerte, darunter auch Chambonnières und die Clavecinistin Élisabeth Jacquet de la Guerre.
Der offizielle Posten eines königlichen „joueur d’espinette“ (Cembalospielers) oder „Ordinaire de la Chambre du roy pour le clavessin“ war ein Hofamt, das wie andere Hofämter einerseits käuflich und andererseits erblich war. Der Begründer der eigentlichen Schule der französischen Clavecinisten, Chambonnières, ist seit spätestens 1632 als Musiker am Königshof Ludwigs XIII. nachgewiesen, übernahm aber erst im Jahr 1642 offiziell das Amt als königlicher „joueur d’espinette“ von seinem Vater Jacques Champion, Sieur de la Chapelle (um 1555–1642), und verkaufte es 1662 an seinen Schüler Jean Henry D’Anglebert, der es wiederum an seinen Sohn Jean-Baptiste Henry D’Anglebert (1661–1735) vererbte, welcher allerdings kein Komponist war. So ist es zu erklären, dass ausgerechnet François Couperin, der bedeutendste französische Komponist von Cembalomusik seiner Zeit, lange nicht der offizielle königliche Cembalospieler war – er hatte allerdings einen Posten als einer von vier königlichen Organisten und spielte spätestens ab 1701 auch regelmäßig, „beinahe jeden Sonntag“, Cembalo in Hofkonzerten vor Ludwig XIV; erst nach dessen Tod wurde ihm 1717 die survivance auf die Stelle als königlicher Cembalist zugesichert, die er jedoch nicht mehr „im vollen Umfang ausübte“ und später an seine Tochter Marguerite-Antoinette Couperin übertrug (die keine Komponistin war).

Daneben hatten auch andere „Clavecinmeister“ direkte Beziehungen zum Königshof, wie Louis Couperin, Jacques Hardel, der in den 1660er und 1670er Jahren wöchentlich vor dem König spielte, oder Élisabeth Jacquet de la Guerre, die bereits als Kind vor dem König auftrat und von dessen Mätresse Madame de Montespan gefördert wurde. Jean-François Dandrieu spielte bereits mit knapp fünf Jahren vor Liselotte von der Pfalz, der Schwägerin des Sonnenkönigs, und erhielt 1721 eine Stelle als königlicher Organist.
Obwohl von manchen Clavecinisten vor allem Cembalomusik erhalten ist, verdienten viele ihr Brot als Organisten, wie die verschiedenen Mitglieder der Familie Couperin, außerdem Lebègue, d’Anglebert, Geoffroy, Marchand, Dandrieu, Rameau, Daquin, Corrette, Balbastre u. a. Dass sich jemand ausschließlich auf das Cembalo spezialisierte, kam dagegen selten vor. Eine entsprechende Ausnahme war Jacques Duphly – aber erst ab 1742 in Paris, in seiner Jugend hatte er Orgelstellen. Im 18. Jahrhundert gab es auch einige Komponisten, die zwar Pièces de clavecin veröffentlichten, deren musikalischer Schwerpunkt jedoch eigentlich woanders lag, wie z. B. Boismortier oder Pancrace Royer. Rameau widmete sich nur in der ersten Hälfte seines Lebens der Komposition von Cembalowerken, bevor er sich ab 1733 fast ganz der Oper zuwandte.
Eine 4-bändige Anthologie mit dem Titel Les clavecinistes français erschien im Verlag von Auguste Durand (1830–1909) in Paris.

## Komponisten

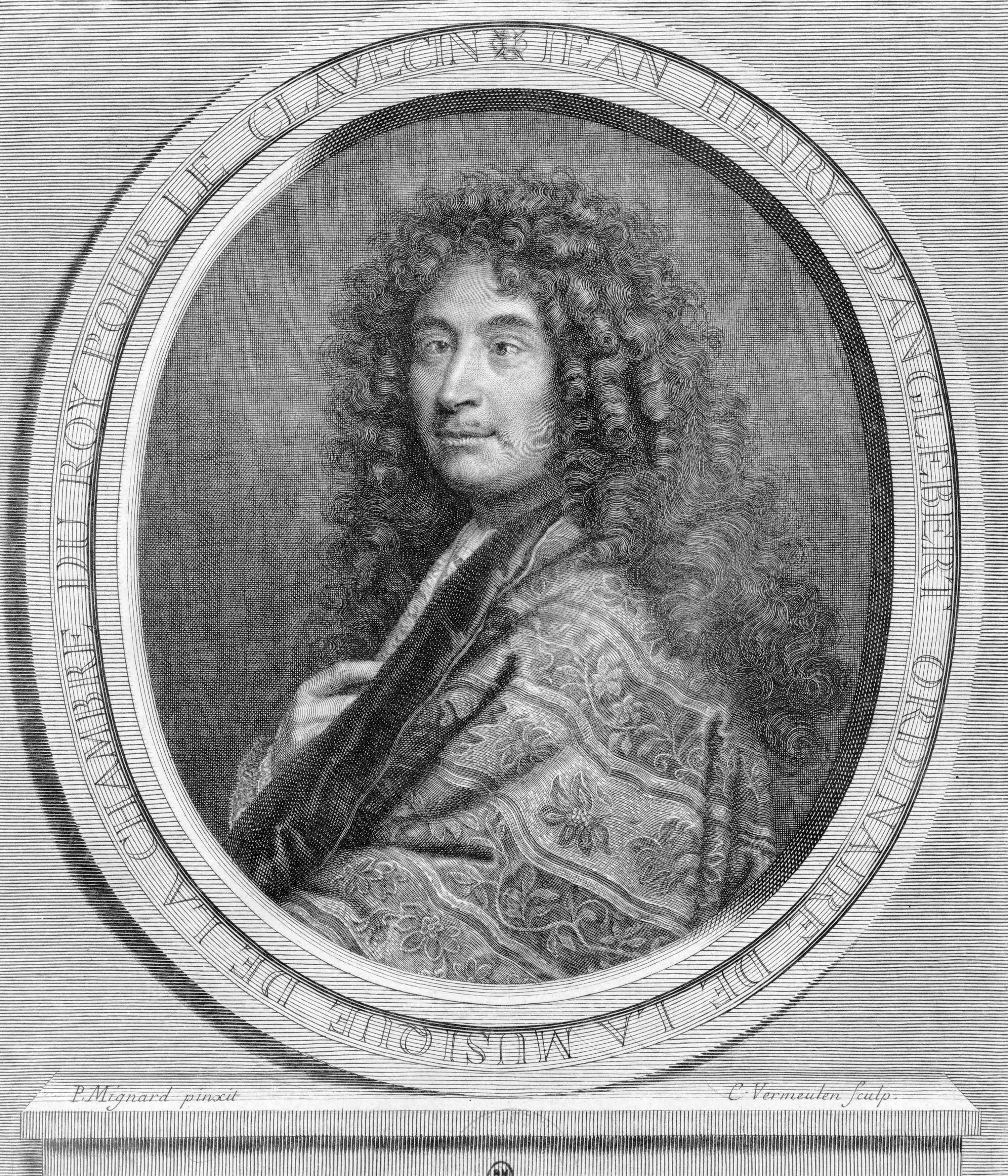
Jean-Henri d’Anglebert

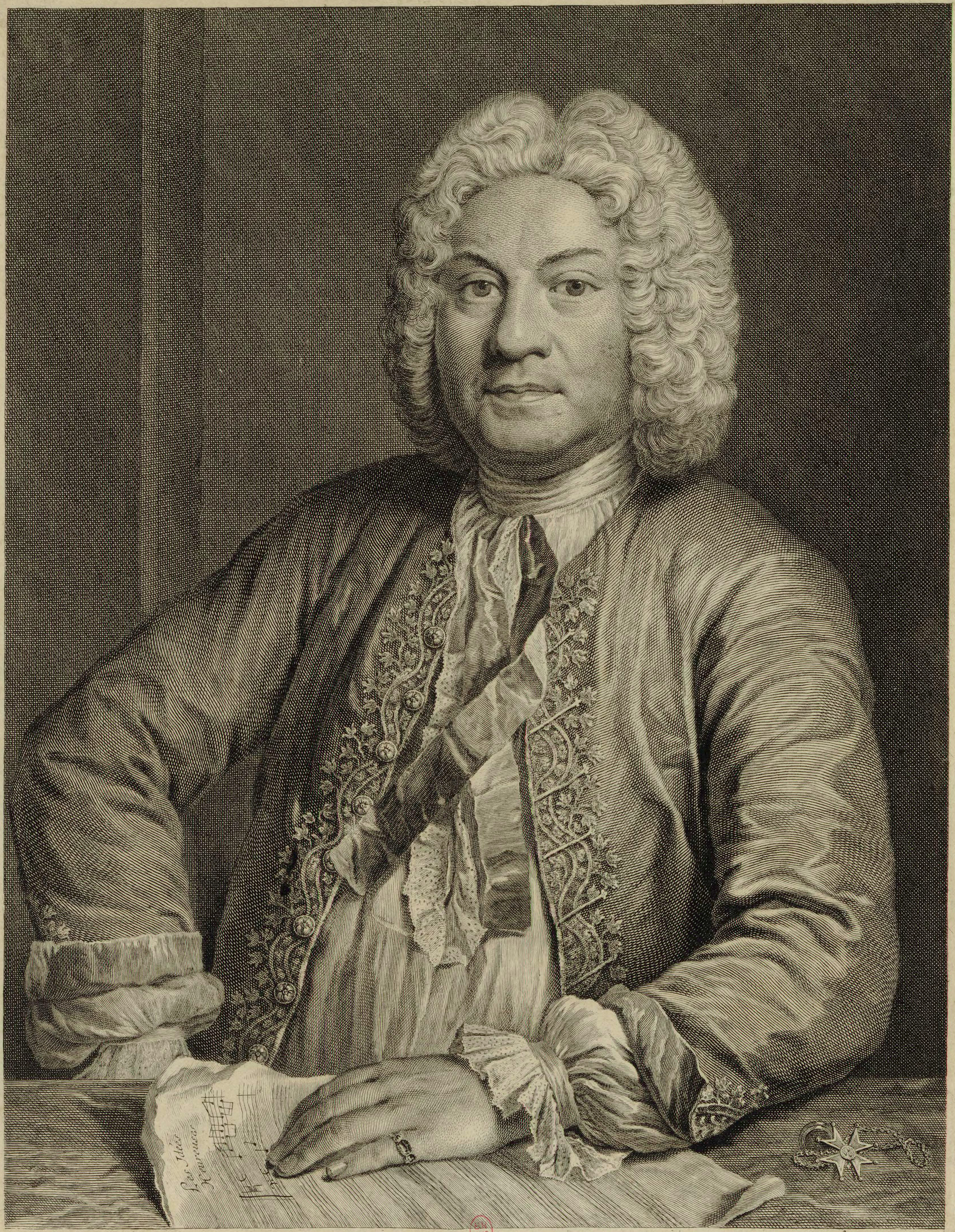
François Couperin

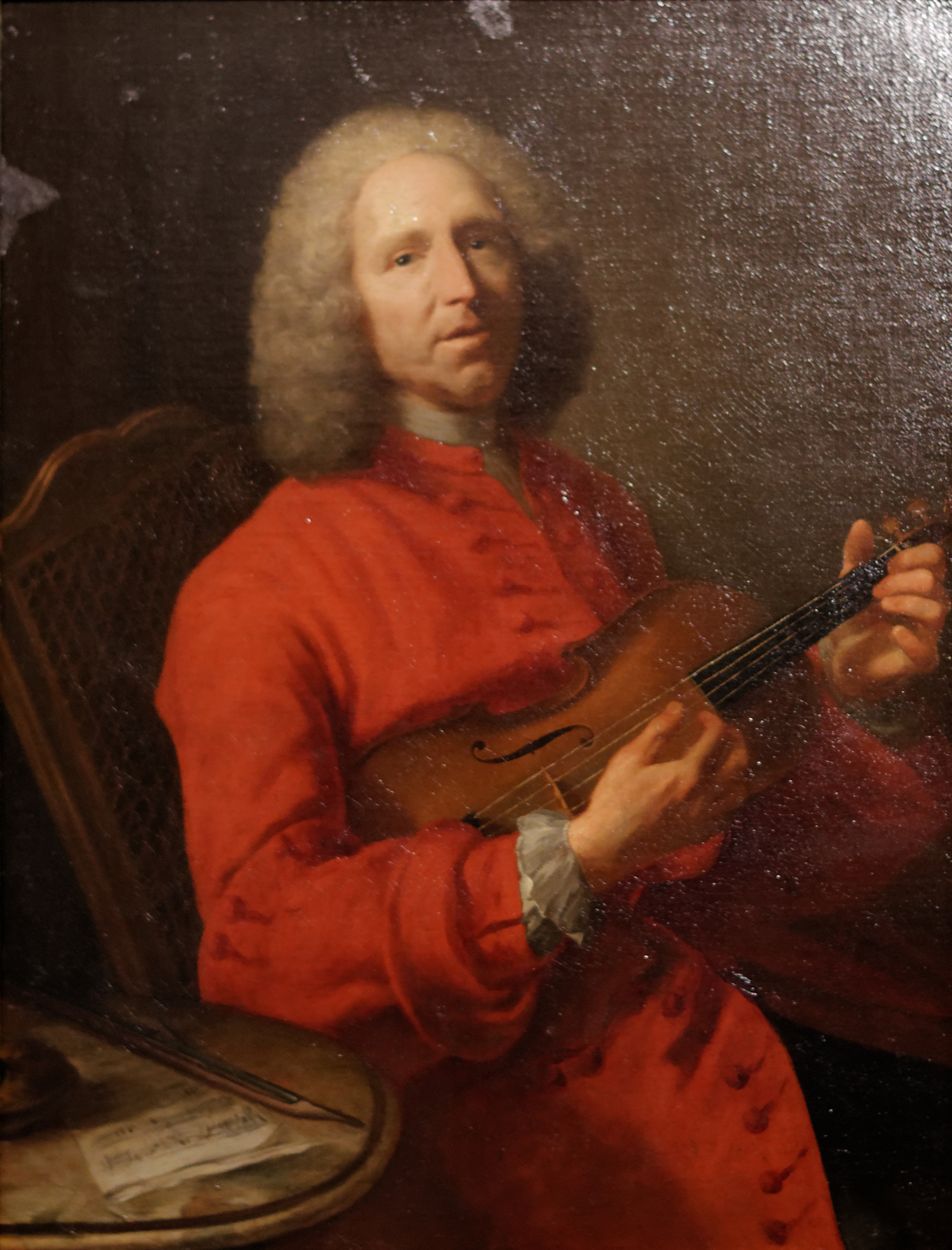
Jean-Philippe Rameau

### 1630–1710: Erste Periode
- Jacques Champion de Chambonnières (1601–1672)
- Henri Dumont (1610–1684)
- Louis Couperin (um 1626–1661)
- Jean-Henri d’Anglebert (1629–1691)
- Nicolas Lebègue (1631–1702)
- Jean-Nicolas Geoffroy (1633–1694)
- Jacques Hardel (um 1643–1678)
- Gaspard Le Roux (1660–1707)
- Nicolas Siret (1663–1754)
- Élisabeth Jacquet de la Guerre (1665–1729)
- Charles Dieupart (1667–1740)
- Louis Marchand (1669–1732)
- Louis-Nicolas Clérambault (1676–1749)

### 1710–1789: Zweite Periode
- François Couperin (1668–1733)
- Louis-Antoine Dornel (1680–1757)
- Jean-Adam Guilain (1680–1739; Deutscher)
- Jean-François Dandrieu (1681–1738)
- Jean-Philippe Rameau (1683–1764)
- François d’Agincourt (1684–1758)
- Joseph Bodin de Boismortier (1689–1755)
- Christophe Moyreau (1690–1772)
- Louis-Claude Daquin (1694–1772)
- Pierre-Claude Foucquet (1694–1772)
- Jean-Odéo Demars (1695–1756)
- Pierre Février (1696–1760)
- Josse Boutmy (1697–1779; Flame)
- Célestin Harst (1698–1778)
- Jean-Baptiste Forqueray (1699–1782)
- Joseph Nicolas Pancrace Royer (1703–1755)
- Joseph-Hector Fiocco (1703–1741; Belgier)
- Michel Corrette (1707–1795)
- Jean-Baptiste Barrière (1707–1747)
- Jean-Joseph Cassanéa de Mondonville (1711–1772)
- Jacques Duphly (1715–1789)
- Charles Noblet (1715–1769)
- Charles-Joseph van Helmont (1715–1790; Flame)
- Bernard de Bury (1720–1785)
- Simon Simon (1720?–1788)
- Claude Bénigne Balbastre (1724–1799)
- Armand-Louis Couperin (1727–1789)
- Jean-Jacques Beauvarlet-Charpentier (1734–1794)
- Philippe-François Véras (fl. 1740)